# SpringHill Company
SpringHill Company es una compañía de producción y desarrollo de entretenimiento fundada en 2020 por LeBron James y Maverick Carter. Su junta directiva incluye a Serena Williams.
La compañía une tres compañías anteriores fundadas por James y Carter: SpringHill Entertainment (productora de entretenimiento fundada en 2007), Robot Company (agencia de marketing integrado y consultoría de marca y cultura fundada por Carter y James junto con Paul Rivera) y Uninterrupted (fundado en 2015 con el objetivo de empoderar a los atletas al proporcionarles una plataforma que les permita compartir sus historias).
En junio del 2020 SpringHill Company firmó un contrato de televisión de dos años con ABC Signature, empresa de Disney Television Studios. En septiembre de 2020, la empresa firmó un contrato de primera vista de cuatro años con Universal Pictures. Al igual que antes SpringHill Entertainment, la compañía lleva el nombre del complejo de viviendas en Akron, donde nació y se formó James.

## Filmografía

### Películas
| Año  | Película                                    | Director        | Guionista                                       | Distribuidor          |
| ---- | ------------------------------------------- | --------------- | ----------------------------------------------- | --------------------- |
| 2019 | What's My Name: Muhammad Ali                | Antoine Fuqua   | Steven Leckart                                  | HBO                   |
| 2021 | Dreamland: The Burning of Black Wall Street | Salima Koroma   | Salima Koroma                                   | CNN                   |
| 2021 | Space Jam: A New Legacy                     | Malcolm D. Lee  | Leo Benvenuti, Steve Rudnick y Timothy Harris   | Warner Bros. Pictures |
| 2022 | Garra                                       | Jeremiah Zagar  | Taylor Materne y Will Fetters                   | Netflix               |
| 2022 | Fantasy Football                            | Anton Cropper   | Zoe Marshall, Dan Gurewitch y David Young       | Paramount+            |
| 2023 | House Party                                 | Calmatic        | Jamal Olori y Stephen Glover                    | Warner Bros. Pictures |
| 2023 | Shooting Stars                              | Chris Robinson  | Buzz Bissinger, Frank E. Flowers y LeBron James | Peacock               |
| 2023 | Black Ice                                   | Hubert Davis    | Darril Fosty                                    | Bell Media (Canadá)   |
| 2024 | Rez Ball                                    | Sydney Freeland | Sydney Freeland, Sterlin Harjo y Michael Powell | Netflix               |
| TBA  | Blood Count                                 | Peter Ramsey    | Peter Ramsey                                    | Paramount Pictures    |
| TBA  | New Kid                                     | Prentice Penny  | Eli Wilson Pelton                               | Universal Pictures    |
| TBA  | Weekend Warriors                            | Stephen Chbosky | Stephen Chbosky                                 | Apple Studios         |

### Televisión
| Año       | Serie                   | Temporadas | Episodios | Director                    | Distribuidor           |
| --------- | ----------------------- | ---------- | --------- | --------------------------- | ---------------------- |
| 2014–2017 | Survivor's Remorse      | 4          | 36        | Mike O'Malley               | Starz                  |
| 2016–act. | The Wall                | 4          | 69        | Alan Carter                 | NBC                    |
| 2018–2020 | Shut Up and Dribble     | 1          | 9         | Gotham Chopra               | Showtime               |
| 2018–act. | The Shop: Uninterrupted | 5          | 25        | Robert Alexander            | HBO                    |
| 2019      | Million Dollar Mile     | 1          | 9         | Alex Van Wagner             | CBS                    |
| 2020      | Madam C. J. Walker      | 1          | 4         | DeMane Davis y Kasi Lemmons | Netflix                |
| 2021      | The Playbook            | 1          | 5         | Josh Greenbaum              | Netflix                |
| 2023      | The Crossover           | 1          | 8         | Erin O'Malley               | Disney+ Disney Channel |